# Chlorolestes
Chlorolestes é um género de libelinha da família Synlestidae.
Este género contém as seguintes espécies:
- Chlorolestes apricans
- Chlorolestes conspicuus
- Chlorolestes draconicus
- Chlorolestes elegans
- Chlorolestes fasciatus
- Chlorolestes longicaudus
- Chlorolestes tessellatus
- Chlorolestes umbratus